# 当間重慎
当間 重慎（とうま じゅうしん、1876年（明治9年）8月11日 - 1923年（大正12年）9月22日）は、戦前の沖縄県の政治家で初代那覇市長。
政治家の当間重剛・重民兄弟の父である。

## 経歴
明治9年（1876年・光緒2年）6月7日に琉球藩具志川間切（現沖縄県うるま市）で生まれた。明治16年（1883年）に那覇に移る。明治34年（1901年）に上京し、東京専門学校（現早稲田大学）に入学するが病気のため中退し、那覇に戻った。
那覇では琉球新報の記者になったが、まもなく退職し「沖縄毎日新聞」を創刊する。沖縄毎日新聞では、那覇住民の立場に立った論陣をはった。
明治42年（1909年）の沖縄県会発足に際して、議員に選出され政治家としての一歩を歩みだした。その後、大正2年（1913年）に「那覇区」（「沖縄県ノ郡編制ニ関スル件」に基づく行政区画）の区長になり、大正10年（1921年）には初代那覇市長に就任するが、在任中に結核に冒され亡くなった。

## 親族
息子の重剛・重民兄弟も、後に那覇市長を務めた。